# Episodi de I Fantaeroi (seconda stagione)
La seconda stagione de I Fantaeroi è andata in onda in Canada dall'8 ottobre 2011 al 14 aprile 2012, sull'emittente YTV. La stagione è composta da 14 episodi divisi tutti in due parti. In Italia, la stagione è stata trasmessa su K2 dal 7 al 15 gennaio 2013 e in seguito è stata trasmessa in replica a rotazione.
| N° | Codice produzione | Titolo originale                       | Titolo italiano                        | Prima TV Canada  | Prima TV Italia |
| -- | ----------------- | -------------------------------------- | -------------------------------------- | ---------------- | --------------- |
| 1  | 201               | My Brother, My Pimple                  | Non mangiate quegli hamburger!         | 8 ottobre 2011   | 7 gennaio 2013  |
| 1  | 201               | The Superest Day of the Year           | Una sorpresa dietro l'altra            | 8 ottobre 2011   | 7 gennaio 2013  |
| 2  | 202               | Love Fights                            | La guerra di San Valentino             | 15 ottobre 2011  | 7 gennaio 2013  |
| 2  | 202               | A Sidecar Named Desire                 | Un sidecar chiamato Desiderio          | 15 ottobre 2011  | 7 gennaio 2013  |
| 3  | 203               | Circus Jerkus                          | Schiavi del circo                      | 22 ottobre 2011  | 7 gennaio 2013  |
| 3  | 203               | Anty Maim                              | L'attacco delle formiche giganti       | 22 ottobre 2011  | 8 gennaio 2013  |
| 4  | 204               | The Heartbreak Golly Gee Kid           | Un amore da spavento                   | 5 novembre 2011  | 8 gennaio 2013  |
| 4  | 204               | App-y Days                             | La Maxum applicazione                  | 5 novembre 2011  | 8 gennaio 2013  |
| 5  | 205               | Exchange Student from the Black Lagoon | Lo studente della laguna nera          | 26 novembre 2011 | 8 gennaio 2013  |
| 5  | 205               | Fortress of Maxumtude                  | La fortezza segreta                    | 26 novembre 2011 | 9 gennaio 2013  |
| 6  | 206               | Insane in the Cranial                  | La confraternita                       | 3 dicembre 2011  | 9 gennaio 2013  |
| 6  | 206               | What's He Hiding?                      | Il grande segreto                      | 3 dicembre 2011  | 9 gennaio 2013  |
| 7  | 207               | House of Helmut                        | La casa di Helmut                      | 11 gennaio 2012  | 9 gennaio 2013  |
| 7  | 207               | Supermodels                            | Foto di classe                         | 11 gennaio 2012  | 10 gennaio 2013 |
| 8  | 208               | Eric Amazing                           | Eric splendido                         | 21 gennaio 2012  | 10 gennaio 2013 |
| 8  | 208               | Trevor the Hero                        | Trevor l'eroe                          | 21 gennaio 2012  | 10 gennaio 2013 |
| 9  | 209               | Eric and Trevor's Mediocre Adventure   | La mediocre avventura di Eric e Trevor | 4 febbraio 2012  | 10 gennaio 2013 |
| 9  | 209               | The Grim Gerbil                        | Il gerbillo malvagio                   | 4 febbraio 2012  | 11 gennaio 2013 |
| 10 | 210               | Gimme a Sign                           | La firma mancante                      | 25 febbraio 2012 | 11 gennaio 2013 |
| 10 | 210               | Sidekicks Rule!                        | Il giorno dei fantaeroi                | 25 febbraio 2012 | 11 gennaio 2013 |
| 11 | 211               | The Land Before Grunk                  | La terra ai tempi di Grunk             | 3 marzo 2012     | 11 gennaio 2013 |
| 11 | 211               | I, Sidebot                             | La guerra dei robot                    | 3 marzo 2012     | 14 gennaio 2013 |
| 12 | 212               | Adventures in Supersitting             | Maxum tata                             | 24 marzo 2012    | 14 gennaio 2013 |
| 12 | 212               | Eric-o and Mandy-et                    | Armonia degli opposti                  | 24 marzo 2012    | 14 gennaio 2013 |
| 13 | 213               | Sidekick Sideshow                      | L'alterego di Walterego                | 31 marzo 2012    | 14 gennaio 2013 |
| 13 | 213               | Maxum Method                           | Il metodo Maxum                        | 31 marzo 2012    | 15 gennaio 2013 |
| 14 | 214               | Of Mouse and Mel                       | Siamo tutti fantaeroi                  | 14 aprile 2012   | 15 gennaio 2013 |
| 14 | 214               | Iron Sidechef                          | La cuoca di ferro                      | 14 aprile 2012   | 15 gennaio 2013 |

## Non mangiate quegli hamburger!
Dopo aver mangiato diversi hamburger radioattivi, Eric si ritrova con un enorme brufolo che crescendo a dismura da vita a Derik, un sosia di Eric che pur essendo identico all'originale è più bravo di lui in tutto quello che fa. Quest'ultimo in preda alla gelosia cerca di liberarsi del "fratello brufolo" approfittando della presenza di un supercattivo dotato di spine.

## Una sorpresa dietro l'altra
In città verrà allestita l'annuale parata tra carri per stabilire il nuovo "Gran Maresciallo" per il giorno del "Hip Hip Urrà" a Spiltburgo ed Eric intende partecipare, ma in seguito scopre che la parata stessa è un incontro mortale in cui concorrenti dovranno massacrarsi l'un l'altro mentre l'ultimo rimasto sarà proclamato il vincitore. Eric riuscendo a sfruttare la sua "noia" come fonte di energia ottiene la vittoria e viene incoronato maresciallo salvo poi scoprire che adesso che si è guadagnato il titolo deve sopravvivere per tutto il giorno a tutti gli abitanti della città che lo vogliono picchiare.

## La guerra di San Valentino
È San Valentino ed Eric è intenzionato a regalare a Vana il suo biglietto di fidanzamento ma Trevor lo informa che prima deve affrontare gli altri pretendenti scontrandosi con loro. Nel frattempo Kitty è intenzionata nel consegnare a Eric il suo biglietto e a farsi notare da lui, purtroppo per lei le cose non vanno come previsto.

## Un sidecar chiamato Desiderio
Eric e Trevor durante una prova all'accademia modificano un sidecar per andarci a spasso. Tuttavia il mezzo di trasporto va fuori controllo e inizia a muoversi troppo velocemente senza più fermarsi e facendo quindi il giro del mondo all'infinito. Dopo vari tentativi di fermare inultilmente il sidecar, Vana, Kitty e Pamplemoose utilizzano una calamita gigante per riportare indietro il mezzo, facendo però ruotare la Terra al contrario invertendo il tempo e ritornando così al momento in cui Eric e Trevor volevano provare il sidecar creando quindi un loop temporale.

## Schiavi del circo
Eric, Trevor, Vana e Kitty sono al circo per godersi lo spettacolo senza sapere ancora però che il direttore è un supercattivo che manipola i super con un calzino ipnotizzante.

## L'attacco delle formiche giganti
Eric e Trevor sono intenti a osservare un formicaio ma si annoiano a morte e così decidono di prendere il raggio ingrandente nella sala delle armi confiscate ai cattivi per ingrandire le formiche. Esse però prendono il controllo della città trasformandola nel loro nuovo formicaio e cosi i protagonisti decidono di rapire la loro regina e sostituirla con Trevor per poi mettere tutte le altre nel formicaio anch'esso ingrandito.

## Un amore da spavento
Eric è intenzionato a far accoppiare Katia, la bellissima addetta al pranzo dell'accademia, con Disastro Kid, del quale è perdutamente innamorata, poiché Vana ha giurato di andare con lui al ballo se fosse riuscito in tale impresa. Dopo diversi tentativi Disastro Kid rivela a Eric che Katia è un mostruoso alieno tentacolare chiamato Globus Octopus Mutaforma che una volta ripreso il suo vero aspetto porta con sé Disastro Kid al di fuori della scuola. Disastro Kid è terrorizzato ma quando Katia gli salva la vita da una caduta smette di avere paura di lei e acconsente a fare un ballo con quest'ultima.

## La Maxum applicazione
Per evitare che Eric combini disastri, Maxum Brain crea sul suo cellulare un'applicazione da smartphone di sé stesso. Eric poi lo condivide con Trevor il quale a sua volta lo condivide con tutti rendendo così "l'applicazione maxum" la più scaricata di sempre. Eric non potendo sopportare ciò decide di battere Maxum Brain creando un video in cui esprime la sua opinione riuscendoci ma mettendosi allo stesso tempo in ridicolo a causa di una sua performance non andata a buon fine nello stesso video.

## Lo studente della laguna nera
All'accademia arriva un nuovo studente di scambio: Pinna, un ragazzo pesce con cui Eric stringe subito amicizia. In seguito Pinna decide di invitare Eric e i suoi compagni nella sua abitazione, l'idro park, ovvero un enorme cubo d'acqua dove abitano altre creature marine dall'aspetto umanoide. Eric si mette ben presto nei guai con il padre di Pinna nonché sceriffo del luogo.

## La fortezza segreta
Eric, Trevor, Martin Troublemeyer/Master XOX, Pamplemoose, Vana e Kitty decidono di fare gara per vedere chi arriva per primo alla fortezza di Maxum Tudine (la villa personale di Maxum Man) per verificare chi abbia fatto scattare un allarme da lì. Eric e Trevor sono intenzionati anche a verificare se lì sia presente Maxum Man da quando è scomparso.

## La confraternita
Eric e i suoi amici ricevono un invito per entrare in un gruppo guidato da Allan Splendido chiamato i Cranials, i quali si possono avere privilegi di tutti i tipi, ma prima di farvi parte devono superare alcune prove.

## Il grande segreto
Vana e Kitty sentono da parte di Eric e Trevor che Maxum Man sia scomparso e la prima per averne la certezza decide di curiosare nella villa Maxum per cercare indizi.

## La casa di Helmut
Pamplemoose incarica Eric e i suoi amici di badare alla sua casa spettrale in cui possa essere addirittura presente il fantasma del suo bisnonno Helmut.

## Foto di classe
Eric cerca di farsi bello per avere una decente foto scolastica sull'annuario ma prima deve superare molti ostacoli per raggiungere il suo obbiettivo, tra cui Alan Splendido che cerca di fermarlo.

## Eric splendido
Eric è irritato perché Vana e tutti gli altri sono interessati a Allan Spendido. Così decide di fare uno scambio di cervelli tra lui e Allan, ma dopo essere riuscito a entrare nel suo corpo, Eric si rende conto che tutti quanti pretendono da Allan di dare il meglio e visto che questo compito è un lavoraccio Eric capisce che la sua vita era molto meglio purtroppo anche Allan l'ha capito e si oppone a restare lui. Così Eric per convicerlo lo mette in imbarazzo nei suoi panni, perciò Allan cambia idea e decide di tornare nel suo corpo. Alla fine tutto quanto torna alla normalità.

## Trevor l'eroe
Mentre Eric e Trevor litigano per un hot dog, il professor Pamplemoose sta passaggiando mentre degli oggetti pesanti cadono dal cielo e Eric spinge Trevor che a sua volta spinge il professore salvandolo, così Pamplemoose lo tratta come un eroe, Eric tenta di giustificare dicendo di essere stato lui a salvarlo. Pamplemoose non gli crede e lo caccia via. Eric tenta di prendersi il merito in diversi modi, senza riuscirci e per di più Trevor continua a prendersi gli elogi. Alla fine Trevor dice a Eric che non vuole più essere un eroe perché tutti vogliono il suo aiuto e così il ragazzo mette Trevor in pericolo e quando riesce a salvarlo, il professor Pamplemoose finisce nei guai ma Eric lo salva ottenendo finalmente il merito che gli spetta.

## La mediocre avventura di Eric e Trevor
Eric e Trevor prendono un orologio per viaggiare nel tempo e lo usano per i loro comodi, ma iniziano ad abusarne e modificano così la realtà. Ora è necessario ritornare al passato per impedire a loro stessi di usarlo.

## Il gerbillo malvagio
Dopo aver mangiato dei croccanti per cani radioattivi Trevor assume la capacità di parlare con gli animali e con Eric decide di approfittarne a proprio vantaggio. Nel frattempo XOX scopre la cosa e istiga i protagonisti a rendere malvagio il suo gerbillo domestico per scopi maligni. I due riescono nell'impresa, ma ben presto la situazione sfugge loro di mano.

## La firma mancante
Eric vuole andare al luna park di Maxum Man, ma gli serve una firma da parte del suo tutore prima di accedere.

## Il giorno dei fantaeroi
Eric scopre che oggi è il giorno dell'aiutante, dove i super fanno da aiutanti e viceversa. Prendendoci quindi gusto, tormenta i super insieme ai suoi amici, portando così gli stessi super a dimettersi.

## La terra ai tempi di Grunk
Durante una gita scolastica Eric libera Grunk, un cavernicolo supercattivo che porta scompiglio in città, e si innamora di Kitty, rapendola e tenendola come suo ostaggio. Eric e Trevor dovranno cercare di salvarla interpretando Maxum Man.

## La guerra dei robot
Gli aiutanti dell'accademia vengono sostituiti dai Loyd, robot ultratecnologici che svolgeranno il lavoro al posto loro. Eric e i suoi amici non volendo essere rimpiazzati cercano di eliminarli prima con l'aiuto dei super e poi dei cattivi, ma inutilmente. Così a fine episodio tutti quanti decidono di lasciare SplitBurgo per costruirne una nuova così da poter ritornare tranquillamente alla normalità.

## Maxum tata
Eric, Trevor e Maxum Brain si trovano a dover fare da babysitter a un super neonato, cosa che dà ai tre molti problemi.

## Armonia degli opposti
Eric e Mandy Struzione sono obbligati a non frequentarsi poiché appartengono a due fazioni diverse: Eric al bene e Mandy al male. Così i due provano a frequentarsi di nascosto, provocando però l'incontro tra i buoni e i cattivi, i quale cercheranno di dividerli con la forza.

## L'alterego di Walterego
Eric, Trevor, Vana e Kitty partecipano a un concorso televisivo diretto dal conduttore Walterego che in realtà è Master XOX travestito che vuole tendere a loro una brutta sorpresa.

## Il metodo Maxum
L'attore Joshua Basettoni è ritornato in città per girare un film in cui interpreta Maxum Man e chiede aiuto a Eric per insegnargli a essere un super mentre Vana ne approfitta per deriderlo e Kitty per poter avvicinarsi al suo adorato idolo a cui in non ha mai smesso di dare la caccia.

## Siamo tutti fantaeroi
Maxum Mel, il fratello maggiore di Maxum Man viene a far visita a Villa Maxum, nel frattempo Eric conosce Mouse Boy, il suo assistente molto timido e insicuro di sé stesso. Eric tenta di convincerlo a lasciare la sua carriera da aiutante per diventare un eroe e Mouse Boy, anche se non vuole, si lascia convincere dal ragazzo. Vana e Kitty non sono molto d'accordo, così Eric, per fargli cambiare idea, dice a loro che Mouse Boy potrebbe lasciare il suo posto a qualcun altro. Mouse Boy in seguito viene morso da una tartaruga mutante nei glutei ottenendo dei poteri, mentre Trevor decide di fare la nemesi diventando "il provocatore", ma si lascia prendere la mano e distrugge tutto quanto. Dopo arriva Mel per fermare Trevor ma viene incenerito da lui. Alla fine Eric, insieme a Mouse Boy, riesce a sconfiggere Trevor con le sue forze, ma con suo grande dispiacere si accorge che tutti acclamano il timido assistente invece che lui.

## La cuoca di ferro
Eric scopre di avere un grandissimo talento per la cucina e decide di aprire un ristorante, ma la sua insegnante di cucina, invidiosa del suo successo, decide di sfidarlo: chi perde non cucinerà mai più per tutta la vita.